# Arte moderno

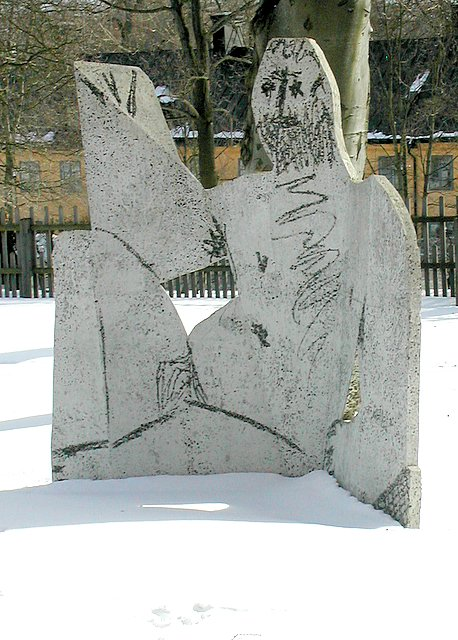
Almuerzo en la hierba de Pablo Picasso.

Arte moderno es un término propio de distintos ámbitos del mundo del arte (la historiografía del arte, la estética y teoría del arte y el mercado de arte), que pretende diferenciar una parte de la producción artística, que se identificaría con un determinado concepto de modernidad por oposición al denominado arte académico. Este representaría la tradición; mientras que el arte moderno representaría la experimentación.
Al ser principalmente un concepto estético y no cronológico, cualquier delimitación de un periodo para el "arte moderno" es problemática, empezando por una dificultad obvia: el arte de la Edad Moderna (de mediados del siglo XV a finales del siglo XVIII) no es lo que se entiende como "arte moderno", mientras que sí lo es el arte de la Edad Contemporánea (desde finales del siglo XVIII hasta la actualidad). Otra ambigüedad evidente es la utilización de la expresión "arte moderno" en oposición a "arte antiguo", que tampoco coincide siempre con el arte de la Edad Antigua (desde el inicio de la historia hasta el siglo V), especialmente en formas como "maestros antiguos" y "maestros modernos", siendo aquellos los del siglo XV al XVII, y estos los posteriores, épocas convencionalmente separadas por criterios historiográficos y museológicos.
Las expresiones "arte moderno" y "arte contemporáneo" se utilizan muy a menudo de forma totalmente intercambiable, incluso en la bibliografía especializada y el entorno institucional (museos y universidades); mientras que en otras ocasiones, en los mismos ámbitos, se utilizan en oposición, reservando para el "arte moderno" un periodo indefinido, que puede ir desde distintos momentos del siglo XIX hasta distintos momentos del siglo XX. No hay consenso para determinar si es el "arte moderno" o el "arte contemporáneo" el que ejemplifican las vanguardias; ni tampoco para determinar si esa diferenciación debe aplicarse a alguna de las sucesivas generaciones de vanguardias: bien las que comienzan antes de la Primera Guerra Mundial (1914-1918) y se desarrollan en el periodo de entreguerras (1918-1939), o bien las que surgen después de la Segunda Guerra Mundial (1939-1945), o incluso las "transvanguardias" de finales del siglo XX, cuando se acuñó el concepto de lo "postmoderno", que para algunos autores pondría fin al "arte moderno" en sí.
Únicamente si se entiende el concepto de arte moderno no como cronológico, sino como estético (de estilo, de sensibilidad o incluso de actitud), pueden explicarse ciertas paradojas: un pintor academicista como William-Adolphe Bouguereau (muerto en 1905) no hace "arte moderno", mientras que Vincent van Gogh (muerto en 1890) indudablemente sí; calificar como "modernos" a el Greco (muerto en 1614), Velázquez (muerto en 1660), a Rembrandt (muerto en 1669) o a Goya (muerto en 1828) es algo tan común que se ha convertido prácticamente en un tópico.
El arte moderno, como innovación frente a la tradición artística del arte occidental, representa una nueva forma de entender la teoría y la función del arte, en que el valor dominante de las llamadas artes figurativas (pintura y escultura) ya no es la imitación de la naturaleza o su representación literal. La invención de la fotografía había convertido esta función artística, hasta entonces esencial (pintores de corte), en algo accesorio, cuando no obsoleto. En su lugar, los artistas comenzaron a experimentar con nuevos puntos de vista, con nuevas ideas sobre la naturaleza, materiales y funciones artísticas, llegando incluso a la abstracción. La Revolución industrial no solo trajo las innovaciones técnicas que permitieron la arquitectura del hierro y del cristal, sino que cambió para siempre las relaciones productivas y sociales, y con ellas, la posición del artista frente a su cliente.

## Otras tradiciones
En su origen, dada su naturaleza reactiva, el arte moderno es un fenómeno exclusivamente europeo, aunque en algunas ocasiones se planteaba la necesidad de búsqueda de tradiciones alternativas fuera del arte occidental (en el arte africano -cubismo-, o en el arte japonés -impresionismo-) o fuera de las fases más clasicistas de la propia tradición occidental (prerrafaelismo)

## Oposición
El rechazo al arte moderno fue muy fuerte desde que comenzó a acuñarse el concepto, no solo en los ambientes sociales y conservadores que los artistas modernos buscaban epatar, sino entre intelectuales que se ocuparon muy seriamente de su análisis, como fueron los casos, en España, de Eugenio d'Ors, autor de la lapidaria frase: Todo lo que no es tradición, es plagio; o José Ortega y Gasset, que tituló una de sus obras: La deshumanización del arte.
El comunismo soviético y el fascismo italiano, que desde su origen y durante los años 1920 estuvieron estrechamente vinculados a las vanguardias (constructivismo, futurismo), comprobaron a partir de los años 1930 la necesidad de encauzar su manipulación propagandística en el terreno de la estética a través de un arte mucho más fácilmente digerible por las masas. Encontraron soluciones casi idénticas en lo que se conoció como realismo socialista o arte fascista. En el caso del nazismo, identificó el arte moderno con lo que denominó arte degenerado de los dementes y de las razas inferiores, por contraposición a los valores de una pretendida estética aria o arte ario. No obstante, la persecución a los judíos y la ocupación alemana de Europa durante la Segunda Guerra Mundial dio oportunidad para el expolio más o menos disimulado de muchas piezas de arte moderno por parte de los dirigentes nazis (que no lo destruían, sino que se lo apropiaban).
Simultáneamente, el capitalismo estadounidense, en cambio, asumió con gran dinamismo el arte moderno, implicándolo en el proceso productivo y aprovechando sus grandes posibilidades para el mercado.

## Precedentes
Precedentes de las ideas artísticas modernas ya pueden verse en la obra de los grandes maestros barrocos (Velázquez o Rembrandt); de autores de finales del siglo XVIII y comienzos del XIX más o menos cercanos al romanticismo (Goya, David, Delacroix, Gericault, Friedrich, Turner, William Blake); y de autores de mediados del siglo XIX más o menos cercanos al realismo (Corot, Millet, Courbet, escuela de Barbizon, William Morris). Para esas fechas empieza a ser usual la percepción del artista moderno como un incomprendido social, ajeno a las instituciones; aunque paradójicamente termine creando su propia institucionalidad alternativa (Salon des Refusés, 1863 -salón de los rechazados-). Crucial fue el papel de prestigiosos intelectuales que ejercieron de críticos de arte, como Rimbaud.

## Impresionismo y vanguardias
El impresionismo y el posimpresionismo significaron ya un arte decidido a experimentar con nuevos modos de representación de la luz y el espacio a través del color y la pintura, y de la vibración de la materia en escultura (Rodin). En los años previos a la Primera Guerra Mundial, una explosión de creatividad tuvo lugar con el fovismo, cubismo, expresionismo y futurismo.
La Primera Guerra Mundial trajo consigo el fin de esta fase, pero indicó el inicio de una serie de movimientos antiartísticos, como el dada y el trabajo de Marcel Duchamp y el surrealismo. También grupos como de Stijl y Bauhaus acababan de comenzar a desarrollar nuevas ideas sobre la interrelación de las artes, arquitectura, diseño y educación artística.

## Estados Unidos
El concepto vanguardista de arte moderno fue introducido en Estados Unidos en el Armory Show de 1913, y sobre todo con la llegada de artistas que huyeron de Europa a causa de la Primera Guerra Mundial, como Francis Picabia. No obstante, París siguió siendo la capital del arte durante todo el periodo de entreguerras, condición que no alcanzó Nueva York hasta la Segunda Guerra Mundial. En los años cincuenta, sesenta y setenta aparecieron, por primera vez en la historia del arte, estilos surgidos en los Estados Unidos (expresionismo abstracto, op art, pop art, minimalismo, happening, Fluxus, land art, performance art, arte conceptual, fotorrealismo, etc.)

## La muerte del arte y el fin de lo moderno

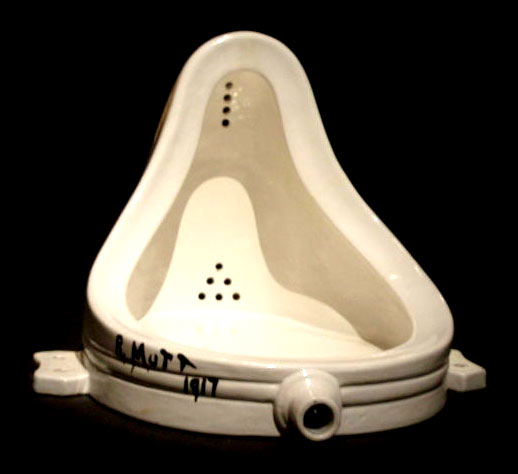
Fuente. Duchamp, 1917.

La teoría postestructuralista ha acuñado el término "postmoderno" para designar la imposibilidad de seguir creando desde los preceptos de la originalidad y la novedad (elementos propios de la modernidad); en lugar de ello se apunta a elementos como reinterpretaciones y resignificaciones (el denominado "giro lingüístico") con el fin de ampliar el concepto de arte y establecerlo como un acto comunicativo.
El cuestionamiento del arte como institución era mucho más antiguo. Tal fue la postura de Marcel Duchamp, ejemplificada en su obra Fuente (1917), un objeto cotidiano descontextualizado y exhibido provocativamente como obra de arte (un urinario puesto al revés). La provocación estética, que provenía del malditismo, el dandismo y el decadentismo del siglo XIX (que pretendían épater le bourgeois -escandalizar al burgués-), pasó a ser un lugar común en el periodo de entreguerras (dadaísmo y surrealismo), y se prolongó a mediados de siglo XX con los happenings, el teatro del absurdo y otras provocaciones estéticas del entorno cultural existencialista, los beatniks y posteriormente la psicodelia y el pop art. La imposibilidad de seguir manteniendo una separación ficticia entre el arte y el resto de los productos quedó evidenciada en la obra de artistas como Robert Rauschemberg y Andy Warhol, que explícitamente la identificaban con los demás productos de consumo de masas; la expresión teórica se produjo en los escritos de Rosalind Krauss y la escuela postestructuralista, o de críticos como Giulio Carlo Argan (que acuñó el concepto de la muerte del arte).
A finales del siglo XX, en el contexto intelectual del "giro lingüístico" y el debate entre modernidad y postmodernidad, se comenzó a divulgar en el mundo del arte la etiqueta "postmoderno" (arte postmoderno, arquitectura postmoderna, pintura postmoderna, escultura postmoderna). Se proclamaba la crisis de las vanguardias, e incluso los géneros o artes tradicionales (pintura, escultura) dejaron de ser el vehículo principal de expresión artística para quienes buscaban medios más innovadores, en beneficio de "instalaciones artísticas", "intervenciones", o del uso de nuevas tecnologías que permiten experimentar creaciones "multimedia" (videoarte, arte digital, media art, etc.)